# Coprinellus

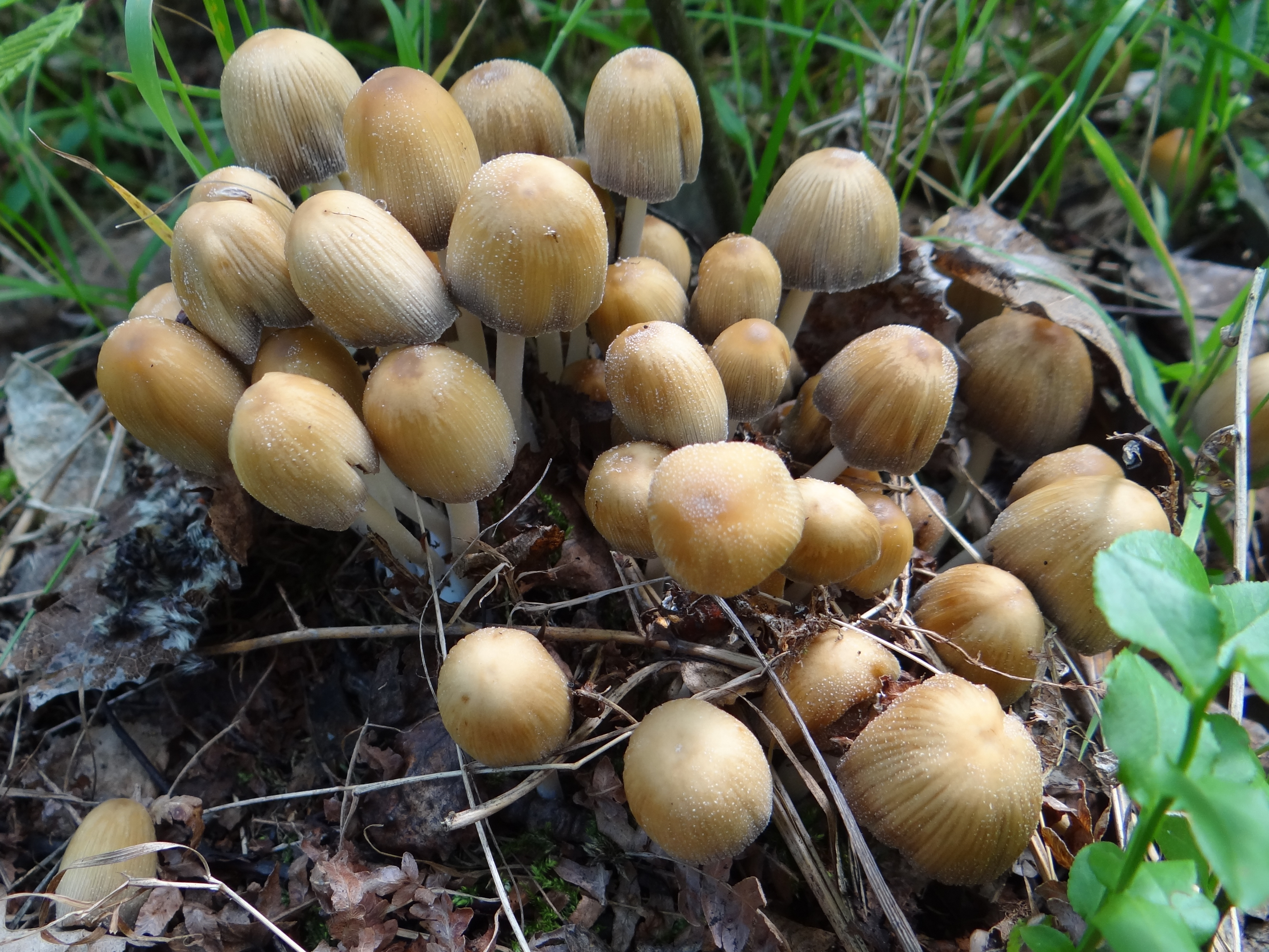
Czernidłak błyszczący

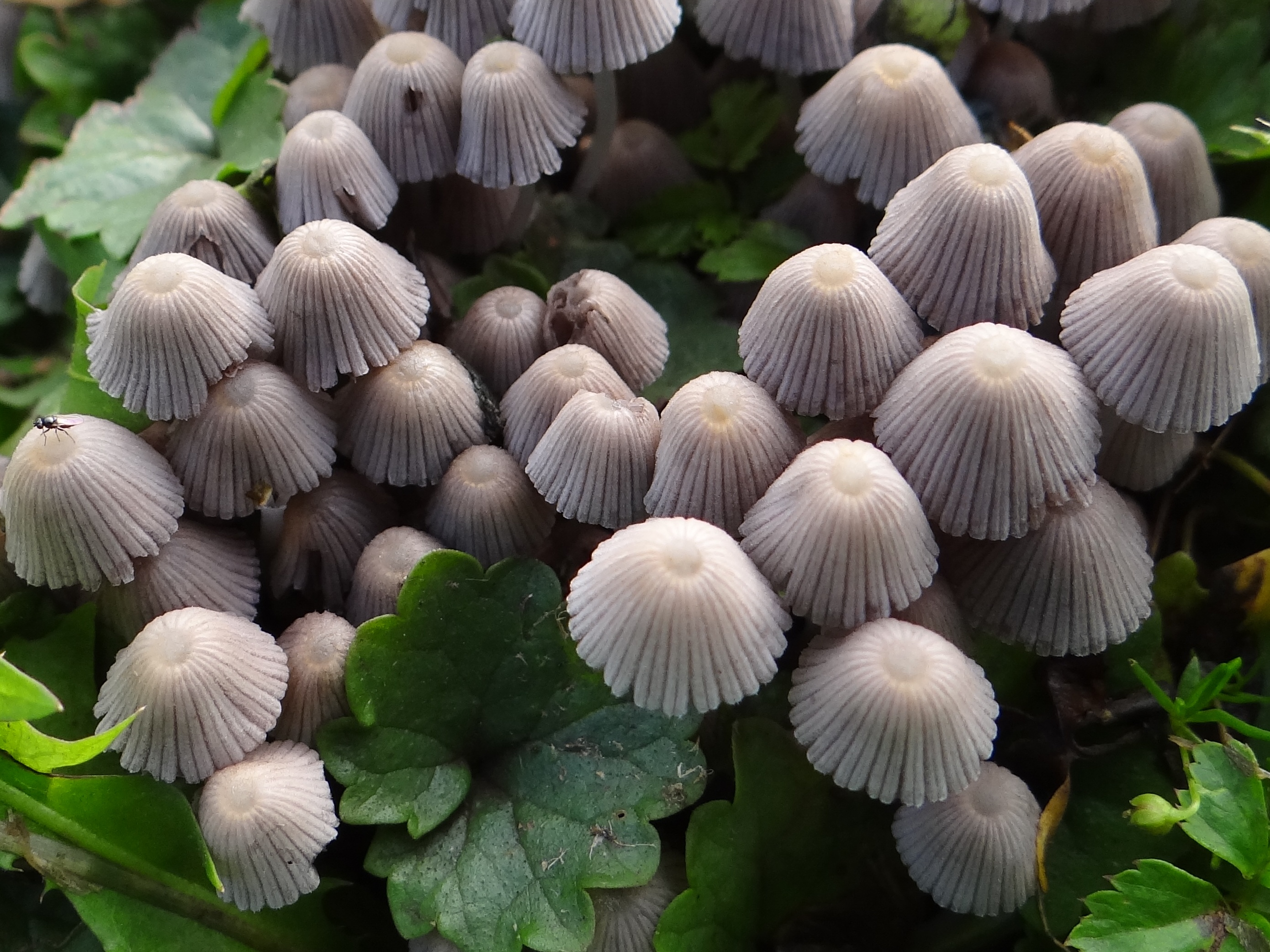
Czernidłak gromadny

Coprinellus P. Karst. (czernidłaczek) – rodzaj grzybów z rodziny kruchaweczkowatych (Psathyrellaceae).

## Systematyka
Pozycja w klasyfikacji według Index Fungorum: Psathyrellaceae, Agaricales, Agaricomycetidae, Agaricomycetes, Agaricomycotina, Basidiomycota, Fungi.
Badania z zakresu filogenetyki molekularnej wykazały, że rodzaj Coprinus (czernidłak) nie był taksonem monofiletycznym i został rozbity na wiele rodzajów; Coprinus (sensu stricto), Coprinopsis, Coprinellus, Parasola, Tulosesus, Narcissea i inne. Tak więc do rodzaju Coprinellus należy część gatunków dawniej włączanych do rodzaju Coprinus. Od pozostałych gatunków odróżniają się obecnością hialinowych pileocystyd i kaulocystyd.
Polską nazwę zarekomendowała w 2025 roku Komisja ds. Polskiego Nazewnictwa Grzybów Polskiego Towarzystwa Mykologicznego.
Gatunki występujące w Polsce:
- Coprinellus bulleri (Cacialli, Caroti & Doveri) Gminder 2010
- Coprinellus curtus (Kalchbr.) Vilgalys, Hopple & Jacq. Johnson 2001 – czernidłaczek czerwonobrązowy
- Coprinellus dilectus (Fr.) Redhead, Vilgalys & Moncalvo 2001
- Coprinellus disseminatus (Pers.) J.E. Lange 1938 – czernidłaczek gromadny
- Coprinellus domesticus (Bolton) Vilgalys, Hopple & Jacq. Johnson 2001 – czernidłaczek podwórzowy
- Coprinellus ellisii (P.D. Orton) Redhead, Vilgalys & Moncalvo 2001
- Coprinellus flocculosus (DC.) Vilgalys, Hopple & Jacq. Johnson 2001 – czernidłaczek kłaczkowaty
- Coprinellus heptemerus (M. Lange & A.H. Sm.) Vilgalys, Hopple & Jacq. Johnson 2001
- Coprinellus micaceus (Bull.) Vilgalys, Hopple & Jacq. Johnson 2001 – czernidłaczek błyszczący
- Coprinellus pusillulus (Svrček) Házi, L. Nagy, Papp & Vágvölgyi 2011
- Coprinellus pyrrhanthes (Romagn.) Redhead, Vilgalys & Moncalvo 2001
- Coprinellus radians (Desm.) Vilgalys, Hopple & Jacq. Johnson 2001 – czernidłaczek brodawkowany
- Coprinellus rufopruinatus (Romagn.) N. Schwab 2019
- Coprinellus saccharinus (Romagn.) P. Roux, Guy García & Dumas 2006 – czernidłaczek pniakowy
- Coprinellus silvaticus (Peck) Gminder – czernidłaczek szorstkozarodnikowy
- Coprinellus truncorum (Scop.) Redhead, Vilgalys & Moncalvo 2001 – czernidłaczek pniowy
- Coprinellus xanthothrix (Romagn.) Vilgalys, Hopple & Jacq. Johnson 2001 – czernidłaczek żółtołuseczkowy

Nazwy naukowe na podstawie Index Fungorum. Wykaz gatunków występujących w Polsce według Władysława Wojewody (opisane jako czernidłaki Coprinus) i według Gierczyka i innych. Nazwy polskie na podstawie rekomendacji Komisji ds. Polskiego Nazewnictwa Grzybów Polskiego Towarzystwa Mykologicznego. Nazwy polskie zaproponowane przez W. Wojewodę są niespójne z nazwą naukową, gdyż odnoszą się do rodzaju Coprinus (czernidłak).